# Mickaël Joron
Pour les articles homonymes, voir Joron.
Mickaël Joron est un auteur-compositeur-interprète et dessinateur de bande dessinée réunionnais,,, créateur de courts métrages animés,,  né le 6 avril 1987 à Saint-Pierre (La Réunion).

## Biographie
Son premier album ABCD sort en 2012, sous son surnom d'enfance « Ti Bang » aux côtés de l'artiste de reggae-dancehall Koobyone. L'album est enregistré au studio de son producteur et cousin Thierry Gauliris, leader du groupe Baster. L'artiste est l'arrière-petit-neveu de Jules Joron, père des membres du groupe Ousanousava et il est aussi neveu d'Alain Joron fondateur du groupe Baster.
En 2019, avec les membres de son groupe Koz Kaf, il fonde l'association LOA (Leaders of Africa) qui mène des actions humanitaires et culturelles au Mozambique,. L'organisation reçoit le soutien officiel du gouvernement mozambicain et du ministère de la culture.